# Diskografija sastava Outkast
Diskografija sastava Outkast, američkog hip-hop dvojca čiji su članovi André 3000 i Big Boi, sastoji se od šest studijskih albuma, jedne kompilacije, jednog soundtracka, jednog videoalbuma, 32 singla, tri promotivna singla, te 21 videospota. Godine 1992. Outkast je bio prvi hip-hop sastav koji je potpisao ugovor s diskografskom kućom LaFace Records. Prvi studijski album Southernplayalisticadillacmuzik objavili su 1994. godine, te je na top ljestvici Billboard 200 debitirao na dvadesetom mjestu.

## Albumi

### Studijski albumi
| 1994.                                                | Southernplayalisticadillacmuzik - Diskografska kuća: LaFace/Arista Records | 20 | 2 | —  | —  | —  | - SAD: platinasta                  |
| 1996.                                                | ATLiens - Diskografska kuća: LaFace/Arista Records                         | 2  | 1 | —  | —  | —  | - SAD: 2× platinasta - KAN: zlatna |
| 1998.                                                | Aquemini - Diskografska kuća: LaFace/Arista Records                        | 2  | 2 | —  | 17 | —  | - SAD: 2× platinasta - KAN: zlatna |
| 2000.                                                | Stankonia - Diskografska kuća: LaFace/Arista Records                       | 2  | 2 | 10 | 4  | 33 | - KAN: 2× platinasta               |
| 2003.                                                | Speakerboxxx/The Love Below - Diskografska kuća: LaFace/Arista Records     | 1  | 1 | 8  | 4  | 9  | - UK: 2× platinasta                |
| 2006.                                                | Idlewild - Diskografska kuća: LaFace/Zomba                                 | 2  | 1 | 16 | 6  | 27 | - KAN: zlatna                      |
| "—" znači da album nije dospio na određenu ljestvicu |                                                                            |    |   |    |    |    |                                    |

### Kompilacijski albumi
| Godina | Album                                                                 | Uspjeh na top ljestvicama | Uspjeh na top ljestvicama | Certifikacije     |
| Godina | Album                                                                 | SAD                       | SAD R&B                   | Certifikacije     |
| ------ | --------------------------------------------------------------------- | ------------------------- | ------------------------- | ----------------- |
| 2001.  | Big Boi and Dre Present...OutKast - Diskografska kuća: Arista Records | 18                        | 4                         | - SAD: platinasta |

## Singlovi
| Godina                                               | Singl                                                       | Uspjeh na top ljestvicama | Uspjeh na top ljestvicama | Uspjeh na top ljestvicama | Uspjeh na top ljestvicama | Uspjeh na top ljestvicama | Uspjeh na top ljestvicama | Album                             |
| Godina                                               | Singl                                                       | SAD                       | SAD R&B                   | SAD Rap                   | UK                        | AUS                       | KAN                       | Album                             |
| ---------------------------------------------------- | ----------------------------------------------------------- | ------------------------- | ------------------------- | ------------------------- | ------------------------- | ------------------------- | ------------------------- | --------------------------------- |
| 1993.                                                | "Player's Ball"                                             | 37                        | 12                        | 1                         | —                         | —                         | —                         | Southernplayalisticadillacmuzik   |
| 1994.                                                | "Southernplayalisticadillacmuzik"                           | 74                        | 41                        | 9                         | —                         | —                         | —                         | Southernplayalisticadillacmuzik   |
| 1994.                                                | "Git Up, Git Out" (feat. Goodie Mob)                        | —                         | 59                        | 13                        | —                         | —                         | —                         | Southernplayalisticadillacmuzik   |
| 1996.                                                | "Elevators (Me & You)"                                      | 12                        | 5                         | 1                         | —                         | —                         | —                         | ATLiens                           |
| 1996.                                                | "ATLiens"                                                   | 35                        | 23                        | 8                         | —                         | —                         | —                         | ATLiens                           |
| 1997.                                                | "Jazzy Belle"                                               | 52                        | 25                        | 7                         | —                         | —                         | —                         | ATLiens                           |
| 1998.                                                | "Rosa Parks"                                                | 55                        | 19                        | —                         | —                         | —                         | —                         | Aquemini                          |
| 1998.                                                | "Skew It on the Bar-B" (feat. Raekwon)                      | —                         | —                         | —                         | —                         | —                         | —                         | Aquemini                          |
| 1999.                                                | "Da Art of Storytellin' (Pt. 1)" (feat. Slick Rick)         | —                         | 67                        | —                         | —                         | —                         | —                         | Aquemini                          |
| 2000.                                                | "B.O.B. (Bombs Over Baghdad)"                               | —                         | 69                        | —                         | 61                        | —                         | —                         | Stankonia                         |
| 2001.                                                | "Ms. Jackson"                                               | 1                         | 1                         | 1                         | 2                         | 2                         | 9                         | Stankonia                         |
| 2001.                                                | "So Fresh, So Clean"                                        | 30                        | 10                        | 13                        | 16                        | 46                        | —                         | Stankonia                         |
| 2001.                                                | "The Whole World" (feat Killer Mike)                        | 19                        | 8                         | 21                        | 19                        | —                         | —                         | Big Boi and Dre Present...OutKast |
| 2002.                                                | "Land of a Million Drums" (feat Killer Mike i Sleepy Brown) | —                         | 116                       | —                         | 46                        | —                         | —                         | Scooby-Doo (soundtrack)           |
| 2003.                                                | "Hey Ya!"                                                   | 1                         | 9                         | —                         | 3                         | 1                         | 1                         | Speakerboxxx/The Love Below       |
| 2003.                                                | "The Way You Move" (feat. Sleepy Brown)                     | 1                         | 2                         | 1                         | 7                         | 7                         | —                         | Speakerboxxx/The Love Below       |
| 2004.                                                | "Ghetto Musick"A                                            | —                         | 93                        | —                         | 55                        | 43                        | —                         | Speakerboxxx/The Love Below       |
| 2004.                                                | "Roses"                                                     | 9                         | 12                        | 5                         | 4                         | 2                         | —                         | Speakerboxxx/The Love Below       |
| 2004.                                                | "Prototype"A                                                | —                         | 63                        | —                         | —                         | 43                        | —                         | Speakerboxxx/The Love Below       |
| 2006.                                                | "Mighty O"                                                  | 77                        | 30                        | 18                        | —                         | —                         | —                         | Idlewild                          |
| 2006.                                                | "Morris Brown" (feat. Sleepy Brown i Scar)                  | 95                        | 102                       | —                         | 43                        | —                         | —                         | Idlewild                          |
| 2006.                                                | "Idlewild Blue (Don'tchu Worry 'Bout Me)"                   | 100                       | —                         | —                         | —                         | —                         | —                         | Idlewild                          |
| 2006.                                                | "Hollywood Divorce" (feat. Lil Wayne i Snoop Dogg)          | —                         | 120                       | —                         | —                         | —                         | —                         | Idlewild                          |
| "—" znači da singl nije dospio na određenu ljestvicu |                                                             |                           |                           |                           |                           |                           |                           |                                   |

Napomene
- A "Ghettomusick" / "Prototype" je dosio na australsku ljestvicu kao dupla A-strana. U Ujedinjenom Kraljevstvu, "Ghettomusick" je objavljena kao prvi singl s albuma, prije "Hey Ya".

### Gostujući singlovi
| 1999.                                                | "Gone Be Fine"                                 | Monica | —  | 105 | —  | The Boy Is Mine         |
| 2007.                                                | "International Player's Anthem (I Choose You)" | UGK    | 70 | 12  | 10 | UGK (Underground Kingz) |
| "—" znači da singl nije dospio na određenu ljestvicu |                                                |        |    |     |    |                         |